# Etoumbi
Etoumbi es una localidad de la República del Congo, constituida administrativamente como un distrito del departamento de Cuvette-Oeste en el noroeste del país.
En 2011, el distrito tenía una población de 12 387 habitantes, de los cuales 6121 eran hombres y 6266 eran mujeres.
La mayoría de sus habitantes viven de la caza en las selvas próximas. A principios de siglo XXI, el pueblo fue el punto de origen de cuatro epidemias de virus de ébola; las cuales, se piensa, fueron causadas por habitantes que habían comido la carne de animales que encontraron muertos en la jungla. En 2003, 120 personas murieron a causa de una epidemia y, en mayo del 2005, el pueblo fue puesto en cuarentena durante otra.
Se ubica unos 100 km al norte de Ewo, en el cruce de las carreteras P30 y P40.